# Liste der Stolpersteine in Essen – Bezirk VIII
Die Liste der Stolpersteine in Essen enthält alle Stolpersteine, die im Rahmen des gleichnamigen Projekts von Gunter Demnig in Essen verlegt wurden. Mit ihnen soll an Opfer des Nationalsozialismus erinnert werden, die in Essen lebten und wirkten.
| Adresse                  | Verlegedatum  | Inschrift/Name | Bild | Anmerkung |
| ------------------------ | ------------- | --- | ---- | --- |
| Bonnenbergstraße 18 ·    | 19. Dez. 2017 | HIER WOHNTE HEINRICH HILDEBRANDT JG. 1902 IM WIDERSTAND/SPD VERHAFTET 1.5.1935 'VORBEREITUNG ZUM HOCHVERRAT' ZUCHTHAUS-ENTLASSEN 1943 BEWÄHRUNGSTRUPPE 999 10.5.1945 GEFANGENSCHAFT |      | Heinrich Hildebrandt (* 11. März 1902 in Lemgo) wohnte mit seiner Frau Karoline Hildebrandt, geborene Schmidt, und zwei Kindern in der Bonnenbergstraße 18. Er war Parteimitglied der SPD und nach dem Verbot der Partei im Widerstand tätig. Er schloss sich der illegalen Bewegung von Hermann Runge an und nahm 1935 bei einer Maifeier der SPD in Essen-Werden teil. Dort wurde er, wie auch Franz Voutta und weitere SPD-Mitglieder, von der Gestapo festgenommen. Heinrich Hildebrandt wurde mit über fünfzig weiteren Angeklagten am Oberlandesgericht Hamm der Prozess gemacht wegen „Vorbereitung zum Hochverrat“. Das Urteil am 9. Juli 1936 belief sich auf ein Jahr Zuchthaus, die er im Zuchthaus Herford bis zum 1. Juli 1937 verbüßen musste. Am 28. Januar 1943 wurde er zur Wehrmacht eingezogen und der „Ersatz-Brigade 999, Torgau“ zugewiesen. Er geriet in Jugoslawien am 10. Mai 1945 in Kriegsgefangenschaft und starb dort im folgenden Jahr am 1. März 1946 an einer Lungenentzündung. |
| Kupferdreher Straße 30 · | 12. Okt. 2007 | HIER WOHNTE BENNO KIER JG. 1900 IM WIDERSTAND VERHAFTET 20.10.1936 ERMORDET VON GESTAPO 20.10.1936                                                                                  |      | Benno Kier (* 20. Januar 1900) war Mitglied der Kommunistischen Partei Deutschlands, die nach 1933 verboten wurde. Er wurde am 20. Oktober 1936 von der Gestapo verhaftet und ins Polizeipräsidium Bochum gebracht, wo er verhört und offenbar gefoltert wurde. Am 22. Oktober 1936 bestätigte die Gestapo den Tod von Benno Kier gegenüber dem Polizeirevier in Kupferdreh. |